# Пачелга
Пачелга — река в России, протекает в Томской области. Устье реки находится в 11 км по правому берегу реки Чертала. Длина реки составляет 124 км. Приток — Поньжевая.

## Данные водного реестра
По данным государственного водного реестра России относится к Верхнеобскому бассейновому округу, водохозяйственный участок реки — Васюган, речной подбассейн реки — Васюган. Речной бассейн реки — (Верхняя) Обь до впадения Иртыша.
Код объекта в государственном водном реестре — 13010800112115200030324.